# Duguetia stenantha
Duguetia stenantha é uma espécie de magnólia. Foi descrito pela primeira vez por Robert Elias Fries .  Duguetia stenantha pertence ao gênero Duguetia, e à família Annonaceae.